# Gabinete Fiala
El gobierno de Petr Fiala  está en funciones en la República Checa desde el 17 de diciembre de 2021. Reemplazó al segundo gabinete de Andrej Babiš. El gobierno tiene una mayoría de 108 escaños en la Cámara de Diputados del Parlamento checo y está formado por cinco antiguos partidos de oposición que fueron participaron en las elecciones de octubre de 2021 en dos coaliciones electorales: Spolu (ODS, KDU–ČSL, TOP 09) y PaS (Piráti, STAN).

## Apoyo parlamentario
| Cámara              | Candidato  | Fecha                                                    | Voto |    |    |    |    |   |    |    | N.I. | Total   |
| ------------------- | ---------- | -------------------------------------------------------- | ---- | -- | -- | -- | -- | - | -- | -- | ---- | ------- |
| Senado              | Petr Fiala | 17 de diciembre de 2021 Mayoría Simple requerida (41/81) | Sí   |    | 36 | 36 | 18 | 7 | 12 |    |      | 73/81   |
| Senado              | Petr Fiala | 17 de diciembre de 2021 Mayoría Simple requerida (41/81) | No   | 6  |    |    |    |   |    |    | 2    | 8/81    |
| Senado              | Petr Fiala | 17 de diciembre de 2021 Mayoría Simple requerida (41/81) | Abs. |    |    |    |    |   |    |    |      | 0/81    |
|                     | Petr Fiala |                                                          |      |    |    |    |    |   |    |    |      |         |
| Cámara de Diputados | Petr Fiala | 13 de enero de 2022 Mayoría Simple requerida (101/200)   | Sí   |    | 33 | 14 | 32 | 4 | 23 |    |      | 106/200 |
| Cámara de Diputados | Petr Fiala | 13 de enero de 2022 Mayoría Simple requerida (101/200)   | No   | 68 |    |    |    |   |    | 19 |      | 87/200  |
| Cámara de Diputados | Petr Fiala | 13 de enero de 2022 Mayoría Simple requerida (101/200)   | Aus. | 4  | 1  |    | 1  |   |    | 1  |      | 7/200   |

## Gabinete Ministerial

### Primer Ministro de la República Checa
| Fotografía | Primer Ministro | Período                 | Período     | Partido | Partido | Ref   |
| Fotografía | Primer Ministro | Inicio                  | Fin         | Partido | Partido | Ref   |
| ---------- | --------------- | ----------------------- | ----------- | ------- | ------- | ----- |
|            | Petr Fiala      | 28 de noviembre de 2021 | En el cargo |         |         | [ 1 ] |

### Vice primeros ministros de la República Checa
| Fotografía | Titular         | Período                 | Período                  | Partido | Partido | Ref   |
| Fotografía | Titular         | Inicio                  | Fin                      | Partido | Partido | Ref   |
| ---------- | --------------- | ----------------------- | ------------------------ | ------- | ------- | ----- |
|            | Vít Rakušan     | 17 de diciembre de 2021 | En el cargo              |         |         | [ 2 ] |
|            | Marian Jurečka  | 17 de diciembre de 2021 | En el cargo              |         |         | [ 3 ] |
|            | Vlastimil Válek | 17 de diciembre de 2021 | En el cargo              |         |         | [ 4 ] |
|            | Ivan Bartoš     | 17 de diciembre de 2021 | 30 de septiembre de 2024 |         |         | [ 5 ] |

### Ministerios
| Ministerio                          | Fotografía           | Titular                       | Período                  | Período                  | Partido | Partido | Ref    |
| Ministerio                          | Fotografía           | Titular                       | Inicio                   | Fin                      | Partido | Partido | Ref    |
| ----------------------------------- | -------------------- | ----------------------------- | ------------------------ | ------------------------ | ------- | ------- | ------ |
| Agricultura                         |                      | Marian Jurečka (En Funciones) | 17 de diciembre de 2021  | 3 de enero de 2022       |         |         | [ 3 ]  |
| Agricultura                         |                      | Zdeněk Nekula                 | 3 de enero de 2022       | 29 de junio de 2023      |         |         | [ 6 ]  |
| Agricultura                         |                      | Marek Výborný                 | 29 de junio de 2023      | En el cargo              |         |         | [ 7 ]  |
| Asuntos Europeos                    |                      | Mikuláš Bek                   | 17 de diciembre de 2021  | 4 de mayo de 2023        |         |         |        |
| Asuntos Europeos                    |                      | Martin Dvořák                 | 4 de mayo de 2023        | En el cargo              |         |         |        |
| Ciencia, Investigación e Innovación |                      | Helena Langšádlová            | 17 de diciembre de 2021  | 5 de mayo de 2024        |         |         | [ 8 ]  |
| Ciencia, Investigación e Innovación |                      | Marek Ženíšek                 | 16 de mayo de 2024       | En el cargo              |         |         |        |
| Cultura                             |                      | Martin Baxa                   | 17 de diciembre de 2021  | En el cargo              |         |         | [ 9 ]  |
| Defensa                             |                      | Jana Černochová               | 17 de diciembre de 2021  | En el cargo              |         |         | [ 10 ] |
| Desarrollo Regional                 |                      | Ivan Bartoš                   | 17 de diciembre de 2021  | 30 de septiembre de 2024 |         |         | [ 5 ]  |
| Desarrollo Regional                 |                      | Marian Jurečka (En Funciones) | 30 de septiembre de 2024 | 7 de octubre de 2024     |         |         |        |
| Desarrollo Regional                 |                      | Petr Kulhánek                 | 7 de octubre de 2024     | En el cargo              |         |         |        |
| Educación, Juventud y Deporte       |                      | Petr Gazdík                   | 17 de diciembre de 2021  | 30 de junio de 2022      |         |         |        |
| Educación, Juventud y Deporte       |                      | Vladimír Balaš                | 30 de junio de 2022      | 4 de mayo de 2023        |         |         | [ 11 ] |
| Educación, Juventud y Deporte       |                      | Mikuláš Bek                   | 4 de mayo de 2023        | En el cargo              |         |         |        |
| Finanzas                            |                      | Zbyněk Stanjura               | 17 de diciembre de 2021  | En el cargo              |         |         | [ 12 ] |
| Industria y Comercio                |                      | Jozef Síkela                  | 17 de diciembre de 2021  | 7 de octubre de 2024     |         |         |        |
| Industria y Comercio                |                      | Lukáš Vlček                   | 8 de octubre de 2024     | En el cargo              |         |         |        |
| Interior                            |                      | Vít Rakušan                   | 17 de diciembre de 2021  | En el cargo              |         |         | [ 2 ]  |
| Justicia                            |                      | Pavel Blažek                  | 17 de diciembre de 2021  | 10 de junio de 2025      |         |         | [ 13 ] |
| Justicia                            |                      | Eva Decroix                   | 10 de junio de 2025      | En el cargo              |         |         | [ 14 ] |
| Legislación (Ministerio Disuelto)   |                      | Michal Šalomoun               | 17 de diciembre de 2021  | 11 de octubre de 2024    |         |         |        |
| Medio Ambiente                      |                      | Anna Hubáčková                | 17 de diciembre de 2021  | 1 de noviembre de 2021   |         |         |        |
| Medio Ambiente                      |                      | Marian Jurečka (En Funciones) | 1 de noviembre de 2021   | 10 de marzo de 2023      |         |         | [ 3 ]  |
| Medio Ambiente                      |                      | Petr Hladík                   | 10 de marzo de 2023      | En el cargo              |         |         |        |
| Presidente del Consejo Legislativo  |                      | Michal Šalomoun               | 17 de diciembre de 2021  | 11 de octubre de 2024    |         |         |        |
| Presidente del Consejo Legislativo  |                      | Pavel Blažek                  | 11 de octubre de 2024    | En el cargo              |         |         |        |
| Relaciones Exteriores               |                      | Jan Lipavský                  | 17 de diciembre de 2021  | 1 de octubre de 2024     |         |         | [ 15 ] |
| Relaciones Exteriores               | 1 de octubre de 2024 | Jan Lipavský                  | En el cargo              |                          | Ind     |         |        |
| Salud                               |                      | Vlastimil Válek               | 17 de diciembre de 2021  | En el cargo              |         |         | [ 4 ]  |
| Trabajo y Asuntos Sociales          |                      | Marian Jurečka                | 17 de diciembre de 2021  | En el cargo              |         |         | [ 3 ]  |
| Transporte                          |                      | Martin Kupka                  | 17 de diciembre de 2021  | En el cargo              |         |         |        |